# 木下渓
木下 渓（きのした けい、2006年5月28日 - ）は、日本の女優。ニュースター・プロダクションに所属。

## 来歴
2006年に神奈川県で誕生する。2017年2月26日に行われた「プリンセス・オーディション・アワード」にて、グランプリを受賞して女優への道を得た。
2020年に萩原慎一郎のベストセラー『歌集 滑走路』を原作とした映画のメインキャストの1人に抜擢される。
2021年4月に出演したフジTVドラマ「大豆田とわ子と三人の元夫」を最後に、突然、公式プロフィール及びSNSアカウントがすべて削除された。

## 出演

### 映画
- 『鈍色のキヲク』（2019年、ベストブレーン） - 幼少期・笹元カナ 役
- 『世界から希望が消えたなら。』(2019年10月18日、日活・東京テアトル) - 御祖玉美 役
- 『映画 滑走路』(2020年11月20日)[6] - 中学生・天野翠 役[7]

### テレビ
- 幸せ!ボンビーガール（2019年、日本テレビ）
- 太陽の子（2020年8月15日、NHK）
- 大豆田とわ子と三人の元夫（2021年4月13日、フジテレビ）

### 舞台
- ロミオとジュリエット（2020年2月、ニュースター・プロダクション） - ソフィア 役

### 雑誌
- アイドル雑誌「Top Yell」（2017年11月号、竹書房）けいのとある一日 - 演技レッスンレポ

### DVD
- DVD「みんなでいっしょにキュルキュルポン！〜マメだぬきのうたとおはなし〜」（2018年、幸福の科学出版）ダンサー出演